# Pardosa steva
Pardosa steva är en spindelart som beskrevs av Lowrie och Willis J. Gertsch 1955. Pardosa steva ingår i släktet Pardosa och familjen vargspindlar. Inga underarter finns listade i Catalogue of Life.